# Dioctria
Dioctria is een geslacht uit de familie van de roofvliegen (Asilidae).

## Soorten
- D. abdominalis Becker, 1923
- D. aestivis Esipenko, 1970
- D. albicornis Wilcox and Martin, 1941
- D. annulata Meigen, 1820
- D. arbustorum Lehr, 1965
- D. arcana Richter, 1966
- D. arnoldii Richter, 1964
- D. arthritica Loew, 1871
- D. atricapilla Meigen, 1804 - zwarte bladjager
- D. atrorubens Séguy, 1930
- D. baumhaueri Meigen, 1820
- D. berlandi Séguy, 1927
- D. bicincta Meigen, 1820 - klompgeelvlekbladjager
- D. bigoti Costa, 1884
- D. bithynica Janssens, 1968
- D. bulgarica Hradský & Moucha, 1964
- D. caesia Wiedemann, 1818
- D. calceata Meigen, 1820
- D. claripennis Villeneuve, 1908
- D. clavifrons Enderlein, 1934
- D. concoloris Esipenko, 1971
- D. conspicua Becker, 1923
- D. contraria Becker, 1923
- D. cornuta Lehr, 2002
- D. cothurnata Meigen, 1820 - glimmende bladjager
- D. cretensis Becker, 1923
- D. danica (Schrank, 1803)
- D. dispar Loew, 1871
- D. engeli Noskiewicz, 1953
- D. flavicincta Meigen, 1820
- D. flavipennis Meigen, 1820
- D. florissantina (Cockerell, 1909)
- D. freidbergi Theodor, 1980
- D. fuscipes Macquart, 1834
- D. gagates Wiedemann in Meigen, 1820
- D. gracilis Meigen, 1820
- D. gussakovskii Lehr, 1965
- D. harcyniae Loew, 1844
- D. henshawi Johnson, 1918
- D. hermonensis Theodor, 1980
- D. hohlbecki Lehr, 1965
- D. humeralis Zeller, 1840
- D. hyalipennis (Fabricius, 1794) - gewone bladjager
- D. jamesi Lewis, 1972
- D. keremza Richter, 1970
- D. kowarzi Frivaldszky, 1877
- D. lata Loew, 1853
- D. lateralis Meigen, 1804 - kleine geelvlekbladjager
- D. leleji Lehr, 1999
- D. lenta Becker, 1923
- D. linearis (Fabricius, 1787) - bosgeelvlekbladjager
- D. liturata Loew, 1873

- D. longicornis Meigen, 1820 - langsprietbladjager
- D. lugens Loew, 1873
- D. maculata Wiedemann, 1818
- D. maslovi Esipenko, 1971
- D. meridionalis Bezzi, 1898
- D. meyeri Nowicki, 1867
- D. mixta Becker, 1923
- D. nakanensis Matsumura, 1916
- D. navasi Séguy, 1929
- D. niedli Moucha & Hradský, 1963
- D. nigribarba Loew, 1871
- D. nigronitida Lehr, 1965
- D. notha Séguy, 1941
- D. ochrifacies Becker, 1906
- D. oelandica (Linnaeus, 1758) - zwartvlerkbladjager
- D. parvula Coquillett, 1893
- D. pilithorax Richter, 1960
- D. pleuralis Banks, 1917
- D. podagrica (Schrank, 1781)
- D. pollinosa Loew, 1870
- D. popovi Lehr, 1965
- D. puerilis Becker, 1923
- D. pulveris Cockerell, 1917
- D. pusio Osten-Sacken, 1877
- D. resplendens Loew, 1872
- D. rufa Strobl, 1906
- D. rufipes (De Geer, 1776) - knobbelbladjager
- D. rufithorax Loew, 1853
- D. rufonigra Theodor, 1980
- D. rungsi Timon-David, 1951
- D. samarana Becker, 1923
- D. scopini Lehr, 1965
- D. segmentaria Becker, 1923
- D. seminole Bromley, 1924
- D. speculifrons Wiedemann in Meigen, 1820
- D. stigmatizans Fabricius, 1805
- D. striata Theodor, 1980
- D. sudetica Duda, 1940 - oostelijke knobbelbladjager
- D. vainsteini Lehr, 1999
- D. valida Loew, 1856
- D. variabilis Lehr, 1965
- D. vera Back, 1909
- D. vulpecula Richter, 1973
- D. wiedemanni Meigen, 1820
- D. wilcoxi Adisoemarto & Wood, 1975
- D. zhelochovtzevi Lehr, 1965